# Тева, Виктор
Виктор Тева Тельяс (исп. Víctor Tevah Tellias; 26 апреля 1912, Смирна, ныне Турция — 3 февраля 1988, Сантьяго) — чилийский скрипач и дирижёр еврейского происхождения.
Родители Тевы, греческие евреи, переселились в Чили в 1906 году, ребёнок родился во время поездки матери на родину. Детские годы провёл в Вальпараисо, затем переехал с семьёй в Сантьяго, в 1921—1930 годах учился в Национальной консерватории у Вернера Фишера и Гильермо Наварро (скрипка), Энрике Соро (камерный ансамбль), Роберто Дункера (фортепиано). В 1931—1932 годы совершенствовался как скрипач в Берлинской высшей школе музыки у Георга Куленкампфа.
По возвращении в Чили в 1932—1938 годах преподавал в Национальной консерватории скрипку и камерный ансамбль, одновременно выступая как солист с оркестрами под руководством директора консерватории Армандо Карвахаля. В 1941 году, с основанием Симфонического оркестра Чили под руководством Карвахаля, занял пост концертмейстера, в том же году начал выступать с оркестром как дирижёр, в 1944 году получил должность ассистента дирижёра. В качестве главного дирижёра руководил оркестром в 1947—1957, 1962—1966 и 1976—1986 годы. Исполнил с оркестром премьеры 88 сочинений чилийских композиторов, в том числе Рене Аменгуаля, Густаво Бесерры, Луиджи Стефано Джарды, Доминго Санта-Круса Вильсона, Фре Фоке и многих других. 104 произведения зарубежных авторов были продирижированы Тевой впервые в Чили — в том числе «Страсти по Иоанну» Иоганна Себастьяна Баха (1950), скрипичные концерты Белы Бартока и Альбана Берга, «Немецкий реквием» Иоганнеса Брамса, Девятая симфония Антона Брукнера, сюита «Из времён Хольберга» Эдварда Грига, концерт для виолончели с оркестром Эдуара Лало, «Песнь о земле» Густава Малера, Третий фортепианный концерт Сергея Рахманинова, Третья симфония Камиля Сен-Санса, концерт для скрипки с оркестром Яна Сибелиуса, «Реквием» Габриэля Форе, «Просветлённая ночь» Арнольда Шёнберга, Четвёртая симфония Франца Шуберта. Кроме того, начиная с 1951 года регулярно дирижировал постановками Национального балета Чили.
С начала 1950-х годов много работал как дирижёр в Аргентине, в 1961—1962 годах — главный дирижёр Национального симфонического оркестра Аргентины. В 1960 году познакомился с Пабло Казальсом и в дальнейшем неоднократно участвовал в фестивалях Казальса в Мексике и Пуэрто-Рико, а в 1966—1974 году работал преимущественно на Пуэрто-Рико как руководитель Симфонического оркестра Пуэрто-Рико и Пуэрто-риканской консерватории.
В 1980 году удостоен Национальной премии в области музыкального искусства, став её первым лауреатом, который не является композитором.